# Villamarzana
Villamarzana (Vilamarsana in veneto) è un comune italiano di 1 112 abitanti della provincia di Rovigo in Veneto.
Terra fertile mantiene ancora una forte trazione agricola seppur dotata di due importanti zone industriali. Il comune è insignito della Medaglia d'argento al Valor Militare in ricordo dell'eccidio fascista del 1944. Nello stemma del comune figura il numero delle persone che subirono la fucilazione nell'ottobre di quell'anno.
Villamarzana ha una frazione, Gognano, antico borgo che mantiene inalterato il proprio fascino nel tempo impreziosito dalla chiesa di S. Bartolomeo Apostolo con il campanile risalente all'anno 1000 d.c. e la cinquecentesca Villa Cagnoni-Boniotti. 
Numerose le località, la più importante per dimensioni è il Passo di Villamarzana.

## Geografia
Il comune di Villamarzana si estende nel cuore del Polesine, interamente pianeggiante in una zona ricca d'acqua. È attraversato dal Canalbianco, importante idrovia commerciale e turistica, dallo scolo Valdentro, dallo scolo Vespara e da altri corsi d'acqua minori.
Rientra nella zona climatica E. Inverni talvolta rigidi e umidi ed estati calde ed afose. Frequente il fenomeno della nebbia.
Situato ad 11 km a sud-ovest di Rovigo, occupando una superficie di 14,15 km². Il centro del comune sorge lungo le rive dello scolo Valdentro. Confina con il comune di Costa di Rovigo a nord, Arquà Polesine ad est, Frassinelle Polesine a sud, e Fratta Polesine a ad ovest.

## Storia

### Origini
Le origini dell'abitato vengono fatte risalire al periodo protostorico del bronzo finale, suffragato dai ritrovamenti di manufatti di varia natura rinvenuti tra gli anni '70 e i primi del '90 durante una campagna di scavi in località Michela ,ora conservati presso il Museo Archeologico Nazionale di Fratta Polesine e il Museo dei grandi fiumi di Rovigo.
Fino ad all'ora si pensava che Villamarzana fosse un villaggio staccato della vicina e ben più conosciuta Frattesina. 
Nel 2022 un ritrovato interesse, grazie al progetto "Prima Europa - la protostoria del Polesine", sta portando alla luce una realtà diversa nella quale Villamarzana al pari di Frattesina era una grande ed importante via di commercio tra l'Europa ed il medio Oriente. Probabilmente poté svilupparsi grazie alla presenza in questi luoghi di uno degli allora rami principali del fiume Po che la misero al centro della "via dell'Ambra".
Nel 2023 sono ripresi gli scavi nel sito archeologico in località Michela. I primi risultati confermano l'importanza della zona e mostrano una prospettiva ben più ampia del previsto. 
L'abitato è citato anche durante il periodo romano con il nome di Villa Martinana o Villa Martialis, riferimento alla Gens Marcia, e che diede origine all'attuale toponimo Villamarzana. In quel periodo si trovava al centro delle direttrici che collegavano Adria a Trecenta e Lendinara a Ficarolo.

### Il Novecento
Villamarzana è l'unico comune nel quale Giacomo Matteotti ha ricoperto la carica di Sindaco, tra il 1912 e il 1914.

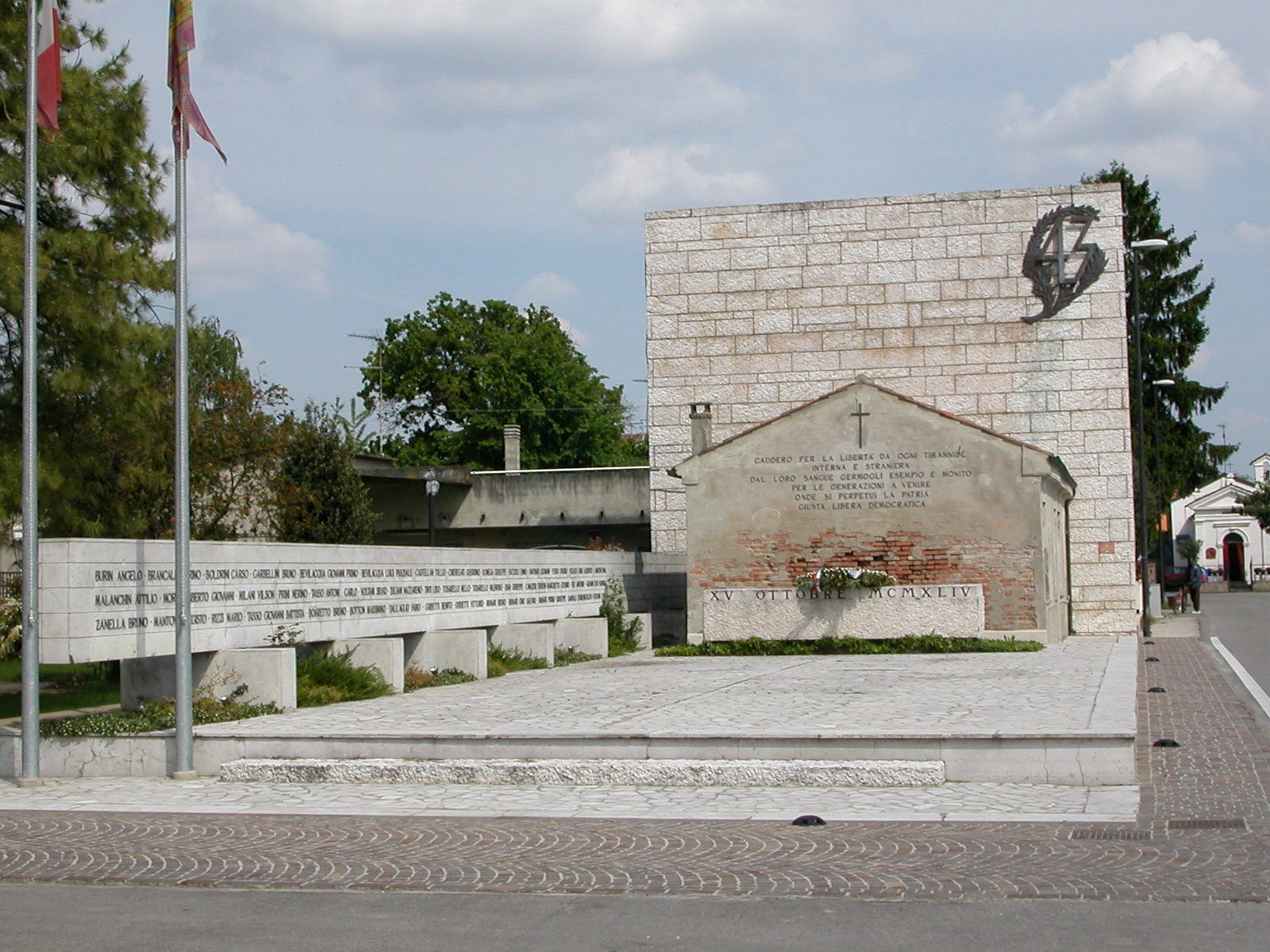
Sacrario in memoria dell'eccidio dell'ottobre 1944

Il 15 ottobre 1944 i fascisti della Repubblica Sociale Italiana, nel corso di un rastrellamento contro la Resistenza locale si resero responsabili dell'eccidio di Villamarzana fucilando 43 persone nel centro di Villamarzana. 
Nel 1951 anche Villamarzana fu colpita dalla grande alluvione del Po e dal conseguente fenomeno della migrazione della sua popolazione.

### Anni Duemila
Villamarzana, come molti comuni polesani, intraprese un percorso di studio per la creazione di un ente comunale più grande che potesse aumentare servizi e ridurre le spese. Dopo numerosi tentativi prese corpo il progetto di fusione con Costa di Rovigo, Arquà Polesine, Pincara, Frassinelle Polesine e Villanova del Ghebbo in un unico comune chiamato Civitanova Polesine. Nonostante il sostegno dei primi cittadini dei paesi coinvolti e un'intensa campagna elettorale, i cittadini bocciarono il progetto attraverso il referendum del 9 febbraio 2014.

### Onorificenze
Villamarzana è tra le città decorate al valor militare per la guerra di liberazione, insignita della medaglia d'argento al valor militare per i sacrifici delle sue popolazioni e per l'attività nella lotta partigiana durante la seconda guerra mondiale:

## Monumenti e luoghi d'interesse
- Monumento ai 43 Martiri di Villamarzana - centro documentale e museo alla memoria[9]
- Monumento in ricordo dei Caduti nella grande guerra 1915-1918 e della Seconda Guerra Mondiale
- Monumento all'Emigrante

### Architetture religiose

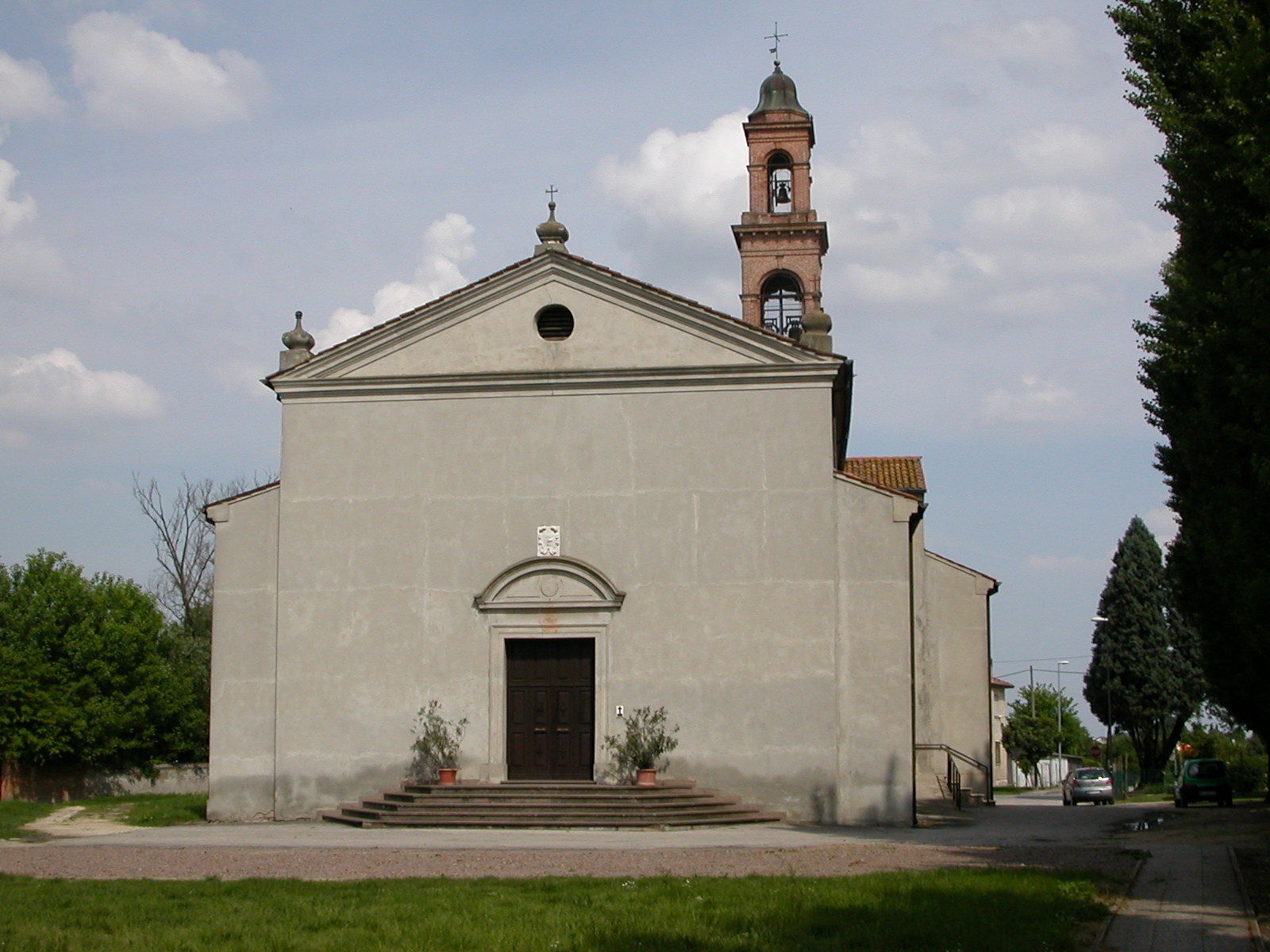
Chiesa parrocchiale di Santo Stefano Martire.

- Chiesa di Santo Stefano Papa e Martire, parrocchiale di Villamarzana
- Chiesa di San Bartolomeo Apostolo, parrocchiale nella frazione di Gognano
- Oratorio di San Pietro, ex ospedale Sant'Antonio abate

### Architetture civili
- Casa Padronale Labia con annesso parco secolare
- Villa Cagnoni - Boniotti, nella frazione di Gognano

## Società

### Evoluzione demografica
Abitanti censiti

## Infrastrutture e trasporti

### Strade
La principale via d'accesso al paese è lo svincolo di Villamarzana-Rovigo sud dell'A13. Villamarzana è un importante snodo stradale del Polesine centrale essendo situata all'intersezione tra l'A13 e la SS 434 Transpolesana.

## Amministrazione
| Periodo | Periodo   | Primo cittadino             | Partito                                               | Carica  | Note   |
| ------- | --------- | --------------------------- | ----------------------------------------------------- | ------- | ------ |
| 1995    | 1999      | Fausto Previato             | Lista civica                                          | Sindaco |        |
| 1999    | 2004      | Fausto Previato             | Lista civica                                          | Sindaco |        |
| 2004    | 2006      | Giorgio Pezzuolo            | Lista civica                                          | Sindaco |        |
| 2006    | 2011      | Valerio Galvan              | Lista civica (centro-sinistra)                        | Sindaco |        |
| 2011    | 2016      | Valerio Galvan              | Lista civica (centro-sinistra)                        | Sindaco |        |
| 2016    | 2021      | Claudio Vittorino Gabrielli | Lista civica Progresso e innovazione                  | Sindaco |        |
| 2021    | 2022      | Claudio Vittorino Gabrielli | Lista civica Progresso e innovazione                  | Sindaco | [ 11 ] |
| 2023    | in carica | Daniele Menon               | Lista civica Progresso e innovazione per Villamarzana | Sindaco |        |